# Eriocaulon inapertum
Eriocaulon inapertum är en gräsväxtart som beskrevs av Gregory John Leach. Eriocaulon inapertum ingår i släktet Eriocaulon och familjen Eriocaulaceae.
Artens utbredningsområde är Northern Territory, Australien. Inga underarter finns listade i Catalogue of Life.